# Cucumella
Cucumellidae
Famille
Genre
Cucumella, unique représentant de la famille des Cucumellidae, est un genre d'holothuries (concombres de mer) de l'ordre des Dendrochirotida.

## Spécificités et caractéristiques
Contrairement à la plupart des holothuries de l'ordre des Dendrochirotida, les espèces de ce genre-famille ont des tentacules simples, ce qui pourrait les faire placer dans un ordre actuellement considéré comme obsolète, les Dactylochirotida.
Leur position taxinomique est encore en débat.

## Liste des genres
Selon World Register of Marine Species (31 mars 2021) :
- Cucumella triperforata Thandar & Arumugam, 2011
- Cucumella triplex Ludwig & Heding, 1935

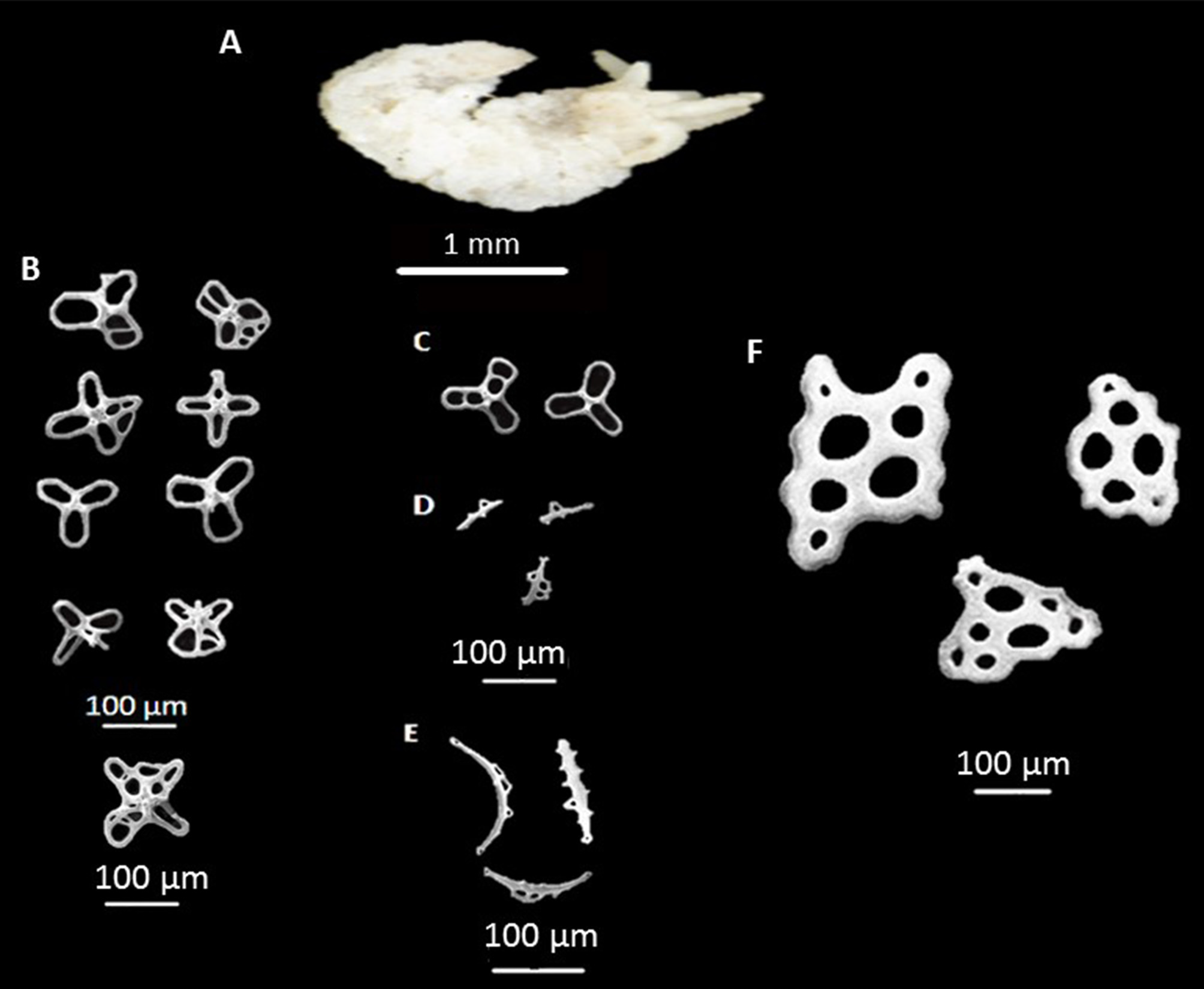
Cucumella triplex